# Yoav Kisch

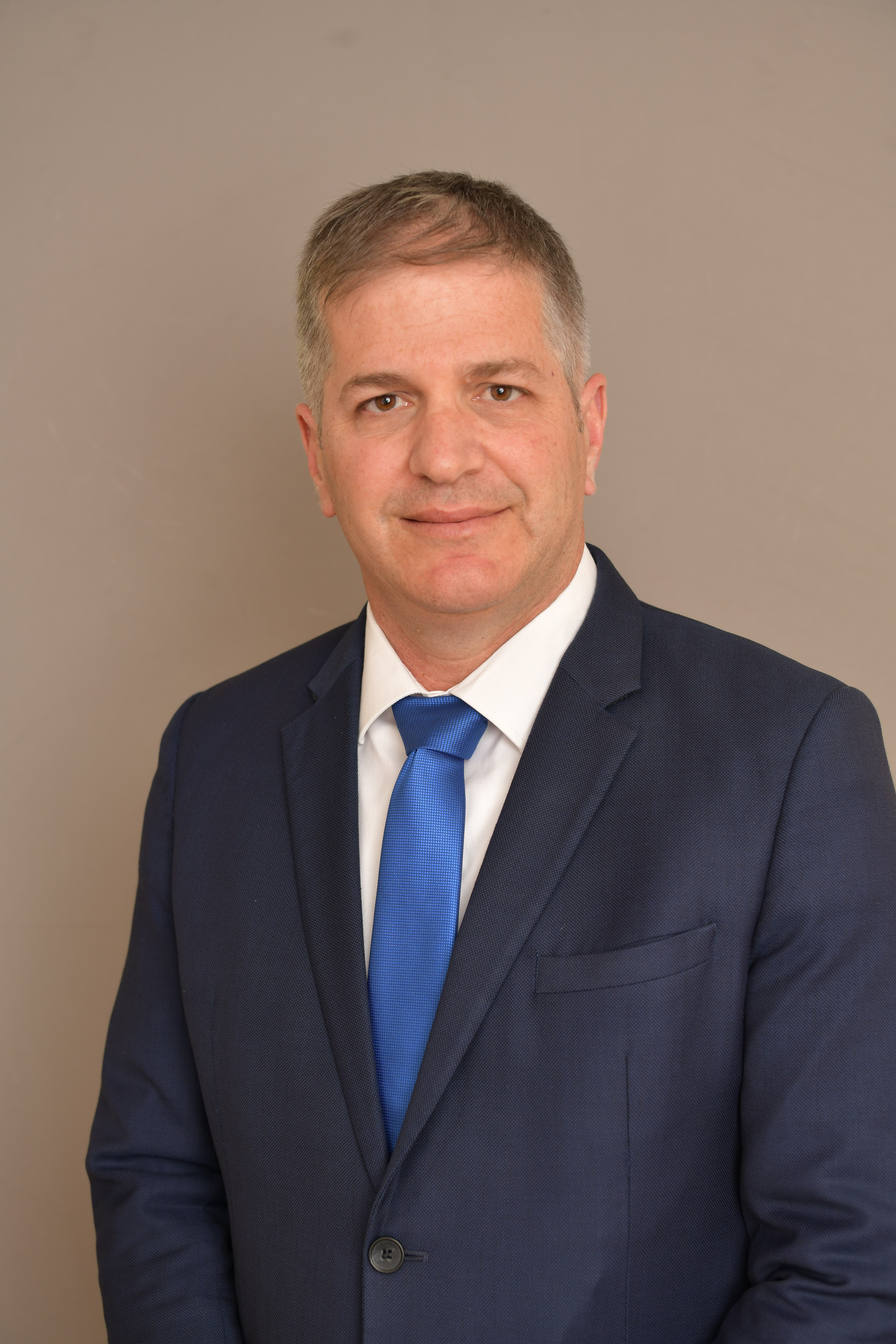
Yoav Kisch, 2021

Yoav Kisch (hebräisch יואב קיש‎, * 6. Dezember 1968 in Tel Aviv-Jaffa) ist ein israelischer Politiker des Likud. 

## Leben
Yohav Kisch ist seit 2015 Abgeordneter in der Knesset. Seit 29. Dezember 2022 ist er als Bildungsminister im Kabinett Netanjahu VI tätig. Kisch ist verheiratet, hat drei Kinder und lebt mit seiner Familie in Ramat Gan. Er ist ein Enkelsohn des britischen Generals Frederick Kisch (1888–1943).

## Kritik und politische Aktivitäten
Im Juni 2018 präsentierte er zusammen mit Bezalel Smotrich einen Gesetzesentwurf, der beabsichtigt, die Souveränität Israels auf die israelischen Siedlungen auszuweiten.
Im August 2023 versuchte Kisch, Dani Dayan, den Direktor von Yad Vashem aufgrund falscher Beschuldigungen schlechten Managements, die nie bewiesen wurden, zu entlassen und durch einen politischen Verbündeten zu ersetzen.
Im Februar 2024 annullierte Kisch den Israel-Preis in der Kategorie »Wissenschaft«. Kisch hatte erfahren, dass die Jury entschieden hatte, Eyal Waldman auszuzeichnen. Waldmans Tochter Danielle war beim Anschlag der Hamas im Oktober 2024 getötet worden. Waldman hatte Netanjahu kritisiert und war ein führender Aktivist bei den Protesten gegen Netanjahus geplante Justizreform. Kisch behauptet, dass die Annullierung keine politischen Gründe habe.
Im Februar 2024 entließ Kisch den Rektor der Nationalbibliothek Israels und versuchte, zwei unqualifizierte rechtsgerichtete Medienleute in den Vorstand der Bibliothek zu bringen: Ran Baratz, einen ehemaligen Hasbara-Berater von Benjamin Netanjahu, und Caroline Glick, eine Journalistin (The Jerusalem Post, Breitbart News) und ehemalige außenpolitische Beraterin von Netanjahu.
Anfang Juli 2025 gehörte Kisch zu den Unterzeichnern eines Briefes an Ministerpräsident Netanjahu, in dem 14 Minister der Likud-Partei sowie Knesset-Sprecher Amir Ohana die sofortige Annexion des Westjordanlandes forderten.